# Liste der Geotope im Kreis Rendsburg-Eckernförde
Diese sortierbare Liste enthält die Geotope des Kreises Rendsburg-Eckernförde in Schleswig-Holstein. Sie enthält die amtlichen Bezeichnungen für Namen und Nummern sowie deren geographische Lage (Stand 2015).
| Geotop-Nummer | Objektnummer Geotop-Potentialgebiet | Name | Geotoptyp                          | Gemeinde/Stadt                   | Koordinaten                     | Bild                        | Bemerkung                                                                                   |
| ------------- | ----------------------------------- | --- | ---------------------------------- | -------------------------------- | ------------------------------- | --------------------------- | ------------------------------------------------------------------------------------------- |
|               | Dr 003                              | Drumlinfeld Boksee – Schönhorst – Bothkamp – Bissee                                                       | Drumlin, drumlinisierte Landschaft |                                  | 54° 14′ 3,9″ N, 10° 7′ 12,4″ O  |                             | Das Drumlinfeld liegt sowohl im Kreis Rendsburg-Eckernförde, als auch im Kreis Plön.        |
| Du 019        |                                     | Binnendünen bei Lohklindt – Hörsten – Moltkestein                                                         | Düne, Flugsandgebiet               |                                  | 54° 14′ 20,4″ N, 9° 34′ 54,4″ O |                             |                                                                                             |
| Du 017        |                                     | Binnendünen von Krummenort/Sorgbrück (4 Einzelflächen)                                                    | Düne, Flugsandgebiet               | Owschlag                         | 54° 21′ 33″ N, 9° 34′ 46″ O     | Naturschutzgebiet Sorgwohld | Siehe auch Sorgwohld                                                                        |
| Du 018        |                                     | Binnendünen bei Bargstall (7 Einzelflächen)                                                               | Düne, Flugsandgebiet               |                                  | 54° 14′ 52,3″ N, 9° 26′ 50,9″ O |                             |                                                                                             |
| Du 020        |                                     | Binnendünen bei Rüsterberge                                                                               | Düne, Flugsandgebiet               | Schülp                           | 54° 14′ 50,1″ N, 9° 37′ 4,2″ O  | weitere Bilder              |                                                                                             |
| Du 021        |                                     | Binnendünen bei Schülp-Westerrönfeld (2 Einzelflächen)                                                    | Düne, Flugsandgebiet               | Schülp                           | 54° 16′ 18″ N, 9° 38′ 3,3″ O    |                             |                                                                                             |
| Du 022        |                                     | Binnendünen bei Altenkattbek (2 Einzelflächen)                                                            | Düne, Flugsandgebiet               |                                  | 54° 13′ 44,3″ N, 9° 42′ 20″ O   |                             |                                                                                             |
| Du 023        |                                     | Binnendünen bei Nienkattbek                                                                               | Düne, Flugsandgebiet               |                                  | 54° 12′ 29,5″ N, 9° 43′ 19,7″ O |                             |                                                                                             |
| Du 024        |                                     | Binnendünen bei Brammerau (2 Einzelflächen)                                                               | Düne, Flugsandgebiet               | Brammer                          | 54° 12′ 41,7″ N, 9° 45′ 0,6″ O  |                             |                                                                                             |
| Du 025        |                                     | Binnendünen von Bokel                                                                                     | Düne, Flugsandgebiet               |                                  | 54° 12′ 48,6″ N, 9° 48′ 27,4″ O |                             |                                                                                             |
| Du 026        |                                     | Binnendünen bei Hamweddel                                                                                 | Düne, Flugsandgebiet               |                                  | 54° 11′ 6,3″ N, 9° 37′ 6,7″ O   |                             |                                                                                             |
| Du 027        |                                     | Binnendünen bei Stits                                                                                     | Düne, Flugsandgebiet               |                                  | 54° 11′ 6,4″ N, 9° 38′ 42,1″ O  |                             |                                                                                             |
| Du 028        |                                     | Binnendünen an der Bünzener Au                                                                            | Düne, Flugsandgebiet               |                                  | 54° 3′ 8,8″ N, 9° 49′ 46,1″ O   |                             |                                                                                             |
| Qp 025        |                                     | Weichsel-Kaltzeit: Diapir – Strukturen eemzeitlicher humoser Ablagerungen bei Jahrsdorf (2 Einzelflächen) | Erdgeschichtlicher Aufschluss      |                                  | 54° 2′ 50,3″ N, 9° 37′ 7,7″ O   |                             |                                                                                             |
|               | Fl 005                              | Gletscherrand Bordesholm                                                                                  | Glazigenes Flächenelement          |                                  | Koordinaten fehlen! Hilf mit.   |                             |                                                                                             |
| Hy 006        |                                     | Quellkuppe Farbeberg                                                                                      | Quelle, Quellform                  | westlich von Nindorf             | 54° 8′ 25,4″ N, 9° 40′ 37,3″ O  |                             |                                                                                             |
|               | Ka 007                              | Karstgebiet von Osterby (2 Einzelflächen)                                                                 | Karstform                          |                                  | 54° 27′ 34,3″ N, 9° 44′ 27,6″ O |                             |                                                                                             |
| Kl 008        |                                     | Kliff Schönhagen                                                                                          | Kliff                              | Brodersby (Schwansen)            | 54° 37′ 35,6″ N, 10° 1′ 58,4″ O | Steilküste Schönhagen       |                                                                                             |
| Kl 009        |                                     | Kliff Bookniseck – Waabs                                                                                  | Kliff                              |                                  | 54° 32′ 32,2″ N, 10° 0′ 43,4″ O |                             |                                                                                             |
| Kl 010        |                                     | Kliff Hemmelmark                                                                                          | Kliff                              |                                  | 54° 29′ 6,1″ N, 9° 54′ 16,6″ O  |                             |                                                                                             |
| Kl 011        |                                     | Kliff Jellenbek, Surendorf, Dänisch – Nienhof, Stohl, Bülk (2 Einzelflächen)                              | Kliff                              |                                  | 54° 28′ 50,9″ N, 10° 5′ 23,6″ O |                             |                                                                                             |
| Kl 027        |                                     | Kliff Lehmbergstrand/Karlsminde                                                                           | Kliff                              |                                  | 54° 30′ 19,9″ N, 9° 57′ 22,4″ O |                             |                                                                                             |
| Kl 028        |                                     | Kliff am Hemmelmarker See (3 Einzelflächen)                                                               | Kliff                              |                                  | 54° 29′ 26,9″ N, 9° 53′ 28,3″ O |                             |                                                                                             |
| Kl 029        |                                     | Kliff Aschau (3 Einzelflächen)                                                                            | Kliff                              |                                  | 54° 27′ 23,4″ N, 9° 56′ 2″ O    |                             |                                                                                             |
| Kl 030        |                                     | Kliff Noer – Jellenbek (4 Einzelflächen)                                                                  | Kliff                              |                                  | 54° 28′ 11,6″ N, 10° 0′ 46,4″ O |                             |                                                                                             |
|               | Mo 010                              | Hüttener Berge                                                                                            | Moräne                             |                                  | 54° 25′ 0″ N, 9° 45′ 0″ O       | Aschberg                    |                                                                                             |
|               | Mo 011                              | Duvenstedter Berge                                                                                        | Moräne                             |                                  | 54° 22′ 17,4″ N, 9° 41′ 49,2″ O |                             |                                                                                             |
|               | Mo 012                              | Moränenzug Wacken – Bokhorst – Siezbüttel – Gokels                                                        | Moräne                             |                                  | 54° 2′ 24,3″ N, 9° 24′ 48,4″ O  |                             | Der Moränenzug liegt sowohl im Kreis Rendsburg-Eckernförde, als auch im Kreis Steinburg.    |
|               | Mo 013                              | Gletscherrandlage Oldenhütten                                                                             | Moräne                             |                                  | 54° 10′ 19,3″ N, 9° 44′ 26,3″ O |                             |                                                                                             |
|               | Mo 014                              | Zungenbecken Goossee/Eckernförde (2 Einzelflächen)                                                        | Moräne                             | Goosefeld, Altenhof, Eckernförde | 54° 26′ 29″ N, 9° 51′ 20″ O     | Goossee                     |                                                                                             |
|               | Mo 015                              | Boxberg – Hennstedt (Aukrug)                                                                              | Moräne                             | Aukrug                           | 54° 4′ 13,1″ N, 9° 44′ 14,1″ O  | Boxberg                     |                                                                                             |
|               | Mr 004                              | Bargstedter Moor                                                                                          | Moor                               | Bargstedt (Holstein)             | 54° 9′ 40,9″ N, 9° 48′ 10″ O    |                             |                                                                                             |
| Mr 009        |                                     | Kesselmoor Eidertal                                                                                       | Moor                               | Grevenkrug                       | 54° 13′ 12,6″ N, 10° 1′ 42,3″ O |                             |                                                                                             |
|               | Mr 014/Qp 028                       | Weichsel – Kaltzeit: Pingo – ähnliche Struktur Moorsee – Niederung, südlich Kiel                          | Moor                               |                                  | 54° 15′ 30,2″ N, 10° 8′ 7,1″ O  |                             | Das Gebiet liegt sowohl in Kreis Rendsburg-Eckernförde, als auch im Kreis Plön und in Kiel. |
| Ni 009        |                                     | Niedertaubereich Pohlsee                                                                                  | Eiszerfalls – Landschaft           | Langwedel (Holstein)             | 54° 13′ 53″ N, 9° 55′ 53″ O     | Pohlsee von Osten           |                                                                                             |
| Ni 010        |                                     | Niedertaulandschaften Steinsieken                                                                         | Eiszerfalls – Landschaft           |                                  | 54° 23′ 23,9″ N, 9° 39′ 26″ O   |                             |                                                                                             |
| Os 003        |                                     | Os von Rieseby                                                                                            | Os                                 |                                  | 54° 32′ 15″ N, 9° 48′ 16,2″ O   |                             |                                                                                             |
| Os 004        |                                     | Os – System von Loose/Losau                                                                               | Os                                 |                                  | 54° 31′ 10,5″ N, 9° 52′ 26″ O   |                             |                                                                                             |
| Os 005        |                                     | Os von Neu – Duvenstedt                                                                                   | Os                                 |                                  | 54° 23′ 13,2″ N, 9° 39′ 1,4″ O  |                             |                                                                                             |
| Os 006        |                                     | Os von Höbek, Ohe                                                                                         | Os                                 |                                  | 54° 17′ 4,7″ N, 9° 46′ 33,3″ O  |                             |                                                                                             |
| Os 020        |                                     | Os von Steinsieken                                                                                        | Os                                 |                                  | 54° 23′ 11,6″ N, 9° 38′ 56,2″ O |                             |                                                                                             |
| Os 024        |                                     | Os bei Bistensee (2 Einzelflächen)                                                                        | Os                                 |                                  | 54° 24′ 4″ N, 9° 41′ 46″ O      |                             |                                                                                             |
| Os 025        |                                     | Os bei Damendorf (Hütten)                                                                                 | Os                                 |                                  | 54° 25′ 49,6″ N, 9° 44′ 24,5″ O |                             |                                                                                             |
| Os 030        |                                     | Os – System Kolholm                                                                                       | Os                                 |                                  | Koordinaten fehlen! Hilf mit.   |                             |                                                                                             |
| St 028        |                                     | Strandwall-System und Haffsee Schwansener See                                                             | Strandwall                         |                                  | 54° 36′ 28,7″ N, 10° 0′ 55,3″ O |                             |                                                                                             |
|               | Ta 027                              | Durchbruchstal der Schirnau Bünsdorf – Gut Schirnau                                                       | Talform                            | Bünsdorf                         | 54° 21′ 23,4″ N, 9° 44′ 59,8″ O |                             |                                                                                             |
|               | Tu 007                              | Fuhlenseetal – Schusterkrug/Kiel                                                                          | Tunneltal                          |                                  | 54° 25′ 54,8″ N, 10° 9′ 46,1″ O |                             | Das Tal liegt sowohl im Kreis Rendsburg-Eckernförde, als auch in Kiel.                      |
|               | Tu 008                              | Tal Westensee – Emkendorf                                                                                 | Tunneltal                          | Emkendorf, Westensee             | 54° 16′ 33,1″ N, 9° 53′ 8,6″ O  |                             |                                                                                             |
|               | Tu 009                              | Tal der Fuhlenau/Mühlenau, Gut Westensee – Pohlsee – Brahmsee – Nortorf und Tal der Olendieksau           | Tunneltal                          |                                  | 54° 13′ 23,2″ N, 9° 55′ 18,4″ O |                             |                                                                                             |
|               | Tu 010                              | Eidertal                                                                                                  | Tunneltal                          |                                  | 54° 16′ 47,2″ N, 10° 5′ 25,5″ O |                             | Das Tal liegt sowohl im Kreis Rendsburg-Eckernförde, als auch in Kiel.                      |
|               | Zu 001                              | Gletscherschürfbecken des Goossees/Eckernförde                                                            | Gletscherschürfbecken              |                                  | 54° 25′ 12,2″ N, 9° 50′ 6,8″ O  |                             |                                                                                             |
|               | Zu 008                              | Wittensee                                                                                                 | Gletscherschürfbecken              | Groß Wittensee                   | 54° 23′ 9″ N, 9° 45′ 33″ O      | Wittensee                   |                                                                                             |

## Quelle
- Geotopliste Planungsraum II. (PDF; 293 kB) Geologischer Dienst im Landesamt für Landwirtschaft, Umwelt und ländliche Räume des Landes Schleswig-Holstein, Mai 2015, abgerufen am 20. Oktober 2015.